# The Honeymoon Killers
The Honeymoon Killers és una pel·lícula de crims estatunidenca del 1970 escrita i dirigida per Leonard Kastle, i protagonitzada per Shirley Stoler i Tony Lo Bianco. La seva trama segueix una infermera hosca i amb sobrepès que és seduïda per un home atractiu, amb qui s'embarca en una ola d'assassinats de dones solteres. La pel·lícula es va inspirar en la història real de Raymond Fernandez i Martha Beck, els coneguts "assassins de cors solitaris" dels anys quaranta.
Filmada principalment a Pittsfield (Massachusetts), la producció de The Honeymoon Killers va començar amb Martin Scorsese com a director designat. Tanmateix, després que Scorsese fos acomiadat al principi del rodatge, va ser substituït per Donald Volkman, un realitzador de pel·lícules industrials, que només va durar dues setmanes abans que Kastle, que havia ajudat a desenvolupar la pel·lícula, es fes càrrec de la direcció. La partitura de la pel·lícula inclou el primer moviment de la 6a Simfonia i una secció de la 5a Simfonia de Gustav Mahler. Estrenada a principis de 1970, la pel·lícula va rebre elogis de la crítica per les seves actuacions així com pel seu realisme.
The Honeymoon Killers va aconseguir l'estatus de culte, així com el reconeixement de la crítica, i va ser nomenat per François Truffaut com la seva "pel·lícula estatunidenca preferida". Una restauració digital de la pel·lícula va ser llançada en DVD per The Criterion Collection el 2003, i de nou el 2015 amb una nova transferència digital.

## Argument

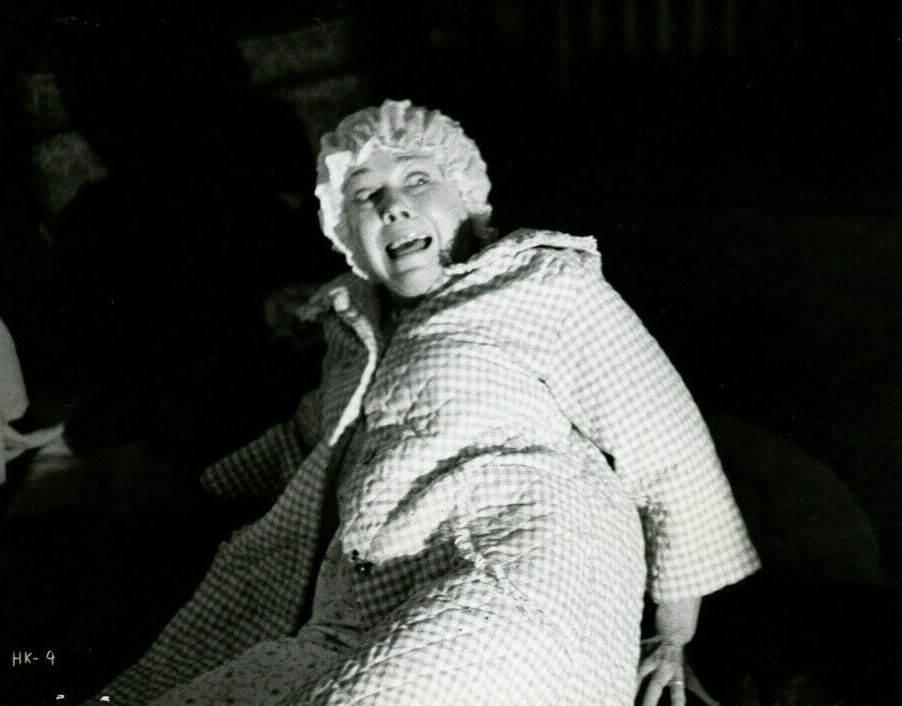
Janet Fay (Mary Jay Higby) just abans de ser assassinada

La Martha Beck és una administradora d'infermeria hosca i amb sobrepès que viu a Mobile (Alabama), amb la seva mare gran. L'amiga de la Martha, Bunny, envia subreptíciament el nom de la Martha a un club de "cors solitaris", la qual cosa resulta en una carta de Raymond Fernandez de Nova York. Superant la seva reticència inicial, Martha es correspon amb Ray i se sent atreta per ell. Visita la Martha a Alabama i la sedueix. Després d'haver aconseguit un préstec d'ella, en Ray envia a la Martha una carta d’amor, i la Martha demana l'ajuda d'en Bunny per trucar-lo amb la (falsa) notícia que s'ha intentat suïcidar.
Ray permet que la Martha el visiti a Nova York, on revela que és un estafador que es guanya la vida seduint i després estafant dones solitàries. La Marta no es veu afectada per aquesta revelació. Per ordre de Ray, i perquè pugui viure amb ell, la Martha posa la seva mare a una residència d'avis. La mare amargada de Martha la renega per haver-la abandonat. La Martha insisteix a acompanyar en Ray al seu "treball". Dona rere dona accepta les atencions d'aquest pretendent que va cortejant sempre a la vista de la seva "germana". Ray li promet a Martha que no dormirà mai amb cap de les altres dones, però complica la seva promesa casant-se amb Myrtle Young, embarassada. Després que Young intenti de manera agressiva ficar-se al llit amb el nuvi, la Martha li dona una dosi de píndoles i Ray posa la dona drogada a un autobús. La seva mort després escapa a la sospita immediata.
Els estafadors passen al seu següent objectiu, i després d'atrapar a Ray en una posició compromesa amb la dona, la Martha intenta ofegar-se. Per apaivagar-la, Ray lloga una casa a Valley Stream, un suburbi de la ciutat de Nova York. Es compromet amb l'anciana Janet Fay d'Albany, i la porta a la casa que comparteix amb Martha. Janet li dona a Ray un xec de 10.000 dòlars, però després sospita dels dos. Quan la Janet intenta posar-se en contacte amb la seva família, la Martha i el Ray l'ataquen amb un martell d'arpa abans d'estrangular-la fins a la mort. Enterren el seu cos sota el terra del soterrani al seu maleter, llençant a la brutícia de la tomba les dues representacions emmarcades de Jesús que, la Martha assenyala amb sarcasme, els havia dit que portava a tot arreu.
A continuació, passen diverses setmanes vivint a Michigan amb la vídua Delphine Downing i la seva filla petita. La Delphine, més jove i guapa que la majoria de les conquestes d'en Ray, confia a la Martha, amb l'esperança que l'ajudarà a persuadir a Ray perquè es casi amb ella el més aviat possible perquè està embarassada del fill d'en Ray. La Martha està drogant la Delphine quan la filla de la dona entra a l'habitació amb Ray. Li dispara al cap a Delphine i la Martha ofega la seva filla al celler. Ray li diu a la Martha que ha de continuar amb el seu pla per passar a una dona més, aquesta a Nova Orleans, i després es casarà amb la Martha; reafirma la seva promesa de no trair-la mai amb una de les seves marques. Adonant-se que en Ray mai deixarà de mentir-li, la Martha truca a la policia i espera amb calma que arribin.
L'epíleg té lloc quatre mesos després, amb Martha i Ray a la presó. Quan abandona el bloc de cel·les per al primer dia del seu judici, la Martha rep una carta de Ray en la qual li diu que, malgrat tot, és l'única dona que mai ha estimat. Els títols a la pantalla conclouen la història, dient que Martha Beck i Raymond Fernandez van ser executats a Sing Sing el 8 de març de 1951.

## Repartiment
- Shirley Stoler com a Martha Beck
- Tony Lo Bianco com a Raymond Fernandez
- Doris Roberts com a Bunny
- Marilyn Chris com a Myrtle Young
- Barbara Cason com a Evelyn Long
- Dortha Duckworth com la senyora Beck
- Mary Jane Higby com a Janet Fay
- Kip McArdle com a Delphine Downing
- Mary Breen com Rainelle Downing
- Ann Harris com a Doris
- Elsa Raven com a matrona
- Mary Engel com a Lucy
- Guy Sorel com el Sr. Dranoff

## Producció

### Desenvolupament
La pel·lícula va ser la primera pel productor Warren Steibel (conegut com el productor de la sèrie de televisió Firing Line), escriptor/director Leonard Kastle (conegut com a compositor), i director de fotografia Oliver Wood. Un ric amic de Steibel, Leon Levy, va suggerir a Steibel que fes una pel·lícula i li va donar 150.000 dòlars, la quantitat que Steibel va suggerir que costaria. Després de decidir que la pel·lícula seria tractar sobre "The Lonely Hearts Killers", Steibel va demanar a Kastle, el seu company d'habitació, que investigués el tema; les limitacions econòmiques van fer que Steibel demanés al seu amic que escrivís el guió.
Comentant els objectius de la pel·lícula, Steibel va dir: "Volíem fer una pel·lícula honesta sobre assassinats. No són persones encantadores. Són males persones, però fascinants. No sortireu del teatre sentint pena pels assassins. com en algunes pel·lícules. No està romanticitzat."

### Precisió històrica
Tot i que la pel·lícula està inspirada en fets reals i utilitza els noms reals de "The Lonely Hearts Killers" i dels que van assassinar, així com les localitzacions reals dels crims, la pel·lícula es pren llibertats substancials amb els fets, contràriament als títols inicials. Tot i que els esdeveniments reals es van desenvolupar a finals de la dècada de 1940, la pel·lícula sembla estar ambientada durant un període indeterminat, tot i que va ser clarament filmada a finals de la dècada de 1960, encara que apareix un crèdit final que indica que els dos van ser executats el 1951. La pel·lícula presenta que els assassinats comencen amb l'entrada de Beck a l'escena i com a conseqüència de la seva gelosia. En canvi, es creu que Fernández havia assassinat almenys una de les víctimes de la seva estafa, Jane Wilson Thompson, abans de conèixer Beck, per fer-se passar per vidu de Thompson i reclamar el títol de la seva propietat, inclòs l'apartament de Nova York on Beck es va unir a ell. No hi ha cap reconeixement que Beck es va divorciar amb dos fills, que va abandonar per ordre de Fernández (se substitueix per l'abandonament de la seva mare); Tampoc s'esmenta l'esposa legal de Fernandez i els quatre fills a Espanya.
La pel·lícula mostra la rendició de Beck i de Fernandez, però aquesta demostració implícita de remordiment és contrària al registre històric: els veïns van notar la desaparició dels Downing i Beck i Fernandez van ser detinguts a la casa Downing després de tornar d'una vetllada al cinema.

### Càsting
Shirley Stoler i Tony Lo Bianco, tots dos actors teatrals a Nova York, van ser escollits per als papers principals. Stoler, també cantant, va ser recomanada per la seva amiga, Marilyn Chris, que havia estat seleccionada pel paper de Myrtle: "Va ser per casualitat que vaig aconseguir el paper", va declarar Stoler. "Acabava de tornar d'Europa, on havia estat cantant als cafès i no tenia possibilitats de feina." Stoler i Chris havien treballat junts en produccions escèniques al The Living Theatre de Manhattan, mentre Lo Bianco havia actuat a Broadway.

### Rodatge
La fotografia principal de The Honeymoon Killers va començar l'agost de 1969 i va concloure a l'octubre. Durant la producció, tenia el títol provisional Dear Martha. La majoria de la pel·lícula es va rodar a Pittsfield (Massachusetts) i Albany. Steibel va contractar inicialment Martin Scorsese per dirigir-la, però Scorsese va ser acomiadat per treballar massa lentament, però algunes escenes que havia rodat es van incloure a la pel·lícula final. Scorsese va reconèixer que l'havien "acomiadat per una bona raó... Era un guió de 200 pàgines i jo estava rodant tot en plans mestres ense cobertura." El va substituir Donald Volkman, un realitzador de pel·lícules industrials, que només va durar dues setmanes abans de ser substituït per Leonard Kastle.
Les limitacions pressupostàries van fer que els actors es fessin el seu propi pentinat i maquillatge, i els efectes especials no eren de luxe. A l'escena en què Martha colpeja Janet Fay amb un martell, "es van col·locar preservatius que contenien glicerina i tint vermell al cap de la víctima amb guix de París. El martell, un punxó de fusta de balsa, tenia un agulla a l'extrem. Quan l'agulla va punxar els preservatius, la sang va començar a fluir."

### Banda sonora
La partitura de la pel·lícula inclou porcions de la 6a i 5a simfonies de Gustav Mahler. L'estudiós Martin Rubin afirma que la incorporació de les simfonies de Mahler "ens catapulta fora dels esdeveniments sovint insuportables i al mateix temps ens submergeix dins de les interpretacions inflades i distorsionades dels personatges principals (especialment de la Martha) d'aquests esdeveniments." L'historiador del cinema Rob Craig assenyala que la partitura dramàtica dona a la pel·lícula una "essència estranya d'una tragèdia grega."

## Estil
Els estudiosos i crítics han destacat The Honeymoon Killers per la seva fotografia en blanc i negre i el treball de càmera que evoca els d'una pel·lícula documental. Els crítics també va observar les ratlles de realisme de la pel·lícula en el moment de la seva estrena. L'estudiós cinematogràfic Martin Rubin assenyala que The Honeymoon Killers "conté forts corrents subterranis de realisme documental, però els empeny fins al punt que erosionen l'equilibri del realisme i l'expressionisme que proporciona un marc bàsic per a l'estil de Hollywood." A Rubin la pel·lícula li recorda una "versió putrescent de l'Amèrica de Norman Rockwell".
Si bé els crítics han observat la seva representació poc glamurosa de la violència, Rubin contesta que la pel·lícula no és "completament sense cor" a causa de la "vulnerabilitat desconcertant de les víctimes i la horror de les seves morts." Craig, però, descriu la pel·lícula com una "representació esguerradora del mal".

## Llançament

### Taquilla
American International Pictures (AIP) va adquirir inicialment els drets de distribució de la pel·lícula i va arribar a produir art clau, fotografies publicitàries i cartells promocionals. Les fonts difereixen si l'AIP va estrenar realment la pel·lícula; alguns afirmen que l'AIP li va donar una breu exhibició cinematogràfica abans que es retirés de la llista d'AIP. Craig teoritza que l'estudi finalment va optar per no publicar la pel·lícula a causa del seu contingut "extremadament horripilant i misantròpic".
The Honeymoon Killers va ser distribuït per Cinerama Releasing Corporation, i la va estrenar a la ciutat de Nova York el 4 de febrer de 1970. Tot i rebre alguns elogis de la crítica, la pel·lícula "va tenir un rendiment feble" a la taquilla dels EUA. Jake Eberts va escriure més tard que Leon Levy va aportar tot el pressupost de 250.000 dòlars. La pel·lícula finalment va guanyar 11 milions de dòlars internacionalment, però Levy no va recuperar res de la seva inversió. La pel·lícula va ser un "modest èxit financer" a Gran Bretanya i França.

### Resposta crítica
En el seu llançament, la revista Variety va dir que The Honeymoon Killers es va "elaborar amb cura, autenticitat i atenció als detalls." Roger Greenspun de The New York Times va elogiar la pel·lícula i va escriure: "La pel·lícula de Kastle té èxit com una mena de drama de càmera d'atracció desesperada i mort violenta. Tot i que està profundament implicada en el qualitat de la vida individual de classe mitjana nord-americana, subordina completament l'anècdota a l'acció i el pathos, fins i tot el pathos dels seus personatges centrals, a la passió. Les actuacions secundàries van d'acceptable a excel·lent." Harvey Taylor de Detroit Free Press també va defensar les actuacions com a "excel·lents", especialment les de Stoler i Lo Bianco, tot i que va reconèixer que la duresa de la pel·lícula li va provocar "lleus nàusees."
El Dayton Daily News va assenyalar el realisme de la pel·lícula: "Acabada amb una pel·lícula granulosa en blanc i negre, una edició deficient o descuidada, una càmera d'una sola posició, conjunts de mobles de segona mà, hi ha una veritat desconcertant en la estranya història d'una història d'amor grotesca i irreal entre Martha Beck i Raymond Fernandez." Stephen Allen del Courier-Post de Nova Jersey va fer observacions similars que la fotografia té una qualitat de "documental dur o pel·lícula underground que dona un aire d'autenticitat", i també va elogiar el càsting realista.
Després d'una projecció de reestrena el 1992, Kenneth Turan del Los Angeles Times va elogiar la pel·lícula, escrivint: "Aquesta qualitat de ser fidel a si mateix és la fortalesa més gran de " The Honeymoon Killers". L'escriptor i director Kastle, que indiscutiblement mai no va fer cap altre llargmetratge, té un control perfecte del seu material aquí, l'entén a fons i s'assegura que tot, des de la dura il·luminació fins a la posada en escena plana fins als fragments de Mahler a la banda sonora, s’unieix per millorar la cruesa i la implacabilitat de la pel·lícula." Una ressenya de 2003 de The A.V. Club conclou assenyalant que la "barreja nauseabunda de rialles i sobresalts" de la pel·lícula, i el fet que la passió real impulsa els personatges de Kastle fins i tot quan conspiren entre ells, és el que fa que The Honeymoon Killers sigui tan perdurable. Funciona, com argumenta Gary Giddins a les notes de l'edició en DVD restaurada, "com el producte perfecte de la mateixa edat ansiosa i permissiva que va produir Waters, La nit dels morts vivents, i blaxploitation. Però aguanta tan bé com una història d'amor estranyament atemporal amb un body count.'"
La pel·lícula té una puntuació del 95% a Rotten Tomatoes, amb una valoració mitjana de 8/10, basada en 19 ressenyes.
S'ha informat que la pel·lícula va ser prohibida a Austràlia després de la seva estrena el 1970 fins a finals de la dècada de 1980 després de ser considerada "violenta, indecent i obscena" per la junta de censura australiana.

### Mitjans domèstics
La pel·lícula va ser publicada en DVD per The Criterion Collection (sota llicència de MGM, el propietari de la biblioteca AIP) el juliol de 2003. Una nova edició en Blu-ray i DVD va ser llançada per Criterion Collection el 2015.

## Llegat
En les dècades posteriors al seu llançament, The Honeymoon Killers va desenvolupar un seguici de culte. El director francès François Truffaut la va anunciar com la seva pel·lícula americana "favorita".